# Gasparone

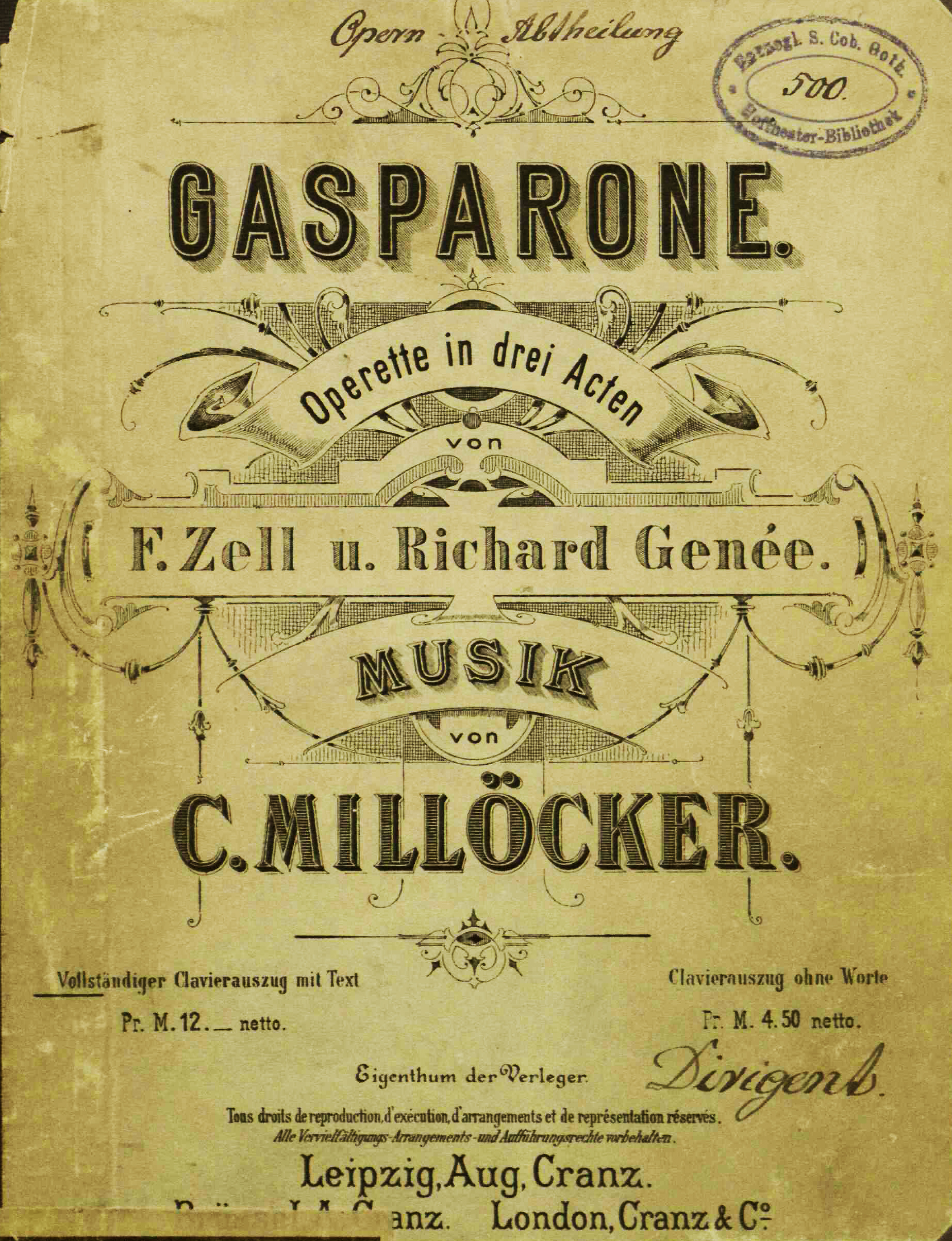
Omslag till librettot.

Gasparone är en operett i tre akter med musik av Carl Millöcker och libretto av Friedrich Zell och Richard Genée.

## Historia
Märkligt nog var det inte Tiggarstudenten som var Millöckers egen favoritoperett. Det var i stället den inte fullt så framgångsrika Gasparone, som hade premiär den 26 januari 1884 på Theater an der Wien i Wien. Operetten spelades 36 gånger i följd och i september samma år gick den upp i Berlin. 1885 fick operetten en dubbelpremiär i New York: en version på tyska och en på engelska.

## Huvudroller
- Carlotta (sopran)
- Erminio (tenor)
- Sora (sopran)
- Benozzo (tenor)
- Nasoni (baryton)
- Sindulfo (tenor)
- Zenobia (alt)

## Handling
Handlingen utspelar sig i Syrakusa på Sicilien omkring 1820.

## Svenska uppsättningar
Operetten översattes till svenska av Ernst Wallmark. Den första uppsättningarna var i Stockholm och Göteborg 1885. Därefter har Gasparone framförts även på Oscarsteatern 1909 med Axel Ringvall i huvudrollen som Greve Timotej.

## Filmversion

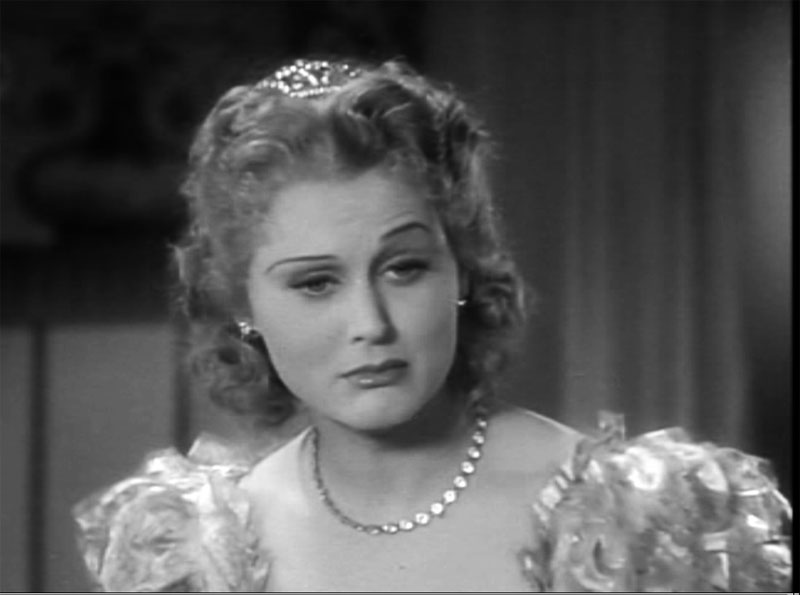
Marika Rökk i Gasparone.

Då Millöcker ansågs som en "certifierad arier" av Nazisterna uppfördes hans operetten ofta och gärna under 1930-talet i Tyskland. Operetten filmades i Tyskland 1937 i regi av Georg Jacoby och hade svensk premiär 1938 med titeln Smugglarhövdingen.